# Avguštin iz Hipona
Avguštin iz Hipona (latinsko Augustinus), največji latinski cerkveni oče, cerkveni učitelj, rimski cerkveni pisatelj in filozof, * 13. november 354, Tagaste (danes Souk-Ahraz, Alžirija), Numidija, Rimsko cesarstvo, † 28. avgust 430, Hippo Regius, (danes Annaba, Alžirija), Rimsko cesarstvo.

## Življenje
Avguštin se je rodil leta 354 v mestu Thagaste v Severni Afriki, materi Moniki in očetu Patriciju. Izobraževal se je v Kartagini in se tu zaposlil kot profesor retorike, kasneje še v Rimu in Milanu. V študentskih letih je sledil manihejski veri. Živel je izredno boemsko življenje. Od leta 371 je živel v zunajzakonski skupnosti. Leta 372 je dobil sina Adeodata (od Boga dan). Mati mu je nato določila za ženo primernejše dekle, ki pa še ni bila godno za ženitev. Avguštin si je med čakanjem dobil drugo priležnico. Prva, s katero je dobil sina, se je vrnila v Afriko in Avguštinu obljubila zvestobo in vzdržnost do konca življenja. Za to dejanje Avguštin takrat še ni bil sposoben zbrati poguma, kar je pozneje pogosto obžaloval. Iz manihejstva se je spreobrnil leta 386 v Milanu. Še prav posebej je nanj vplivalo Pismo Rimljanom. Svoje spreobrnjenje je opisal v delu Izpovedi.
Na veliko noč leta 387 je bil krščen in se je vrnil v Afriko, kjer je ustanovil meniško skupnost.
Leta 395 je bil posvečen v škofa v Hiponu, kjer je preostanek življenja preživel popolnoma predan Bogu. Kot škof je umrl leta 430 med vandalskim obleganjem Hipona. Svojemu samostanu zapusti Regulo, ki so jo v 12. stoletju prevzeli avguštinci. Kmalu po smrti so ga razglasili za svetnika. Uvrščamo ga v patristično obdobje.
V pravoslavnih cerkvah, ki ne priznavajo vseh njegovih naukov, je navadno imenovan blaženi Avguštin. Številni protestanti ga imajo za duhovnega začetnika protestantizma, saj je imel velik vpliv na začetnika protestantizma Martina Lutra, ki je bil avguštinski redovnik.
Avguštinova dela se odlikujejo po izvirnosti. Pisal je po načelu, da to, kar živi, tudi misli in obratno. Njegovo glavno vodilo je problem človekove eksistence.
Njegov najvišji princip je Bog, ki je izvir vseh stvari in najvišje dobro. Božji razum je mnogo večji od človekovega omejenega razuma, zato je potrebno verovati v verske resnice oziroma dogme.

## Filozofija
Uvrščamo ga med prve odločilne filozofe krščanskega srednjega veka. Njegova odlika je v eksistencialni doslednosti krščanske misli. Za celotno filozofijo notranjega sveta je zelo pomemben pojem spomina (memoria). Je vezana prvina, ki povezuje zunanje, notranje in najbolj notranje področje. Povezuje preteklost, sedanjost in prihodnost v stalno navzočnost. Spomin je tako najbolj pomemben za dojemanje najbolj notranjega jedra vsake stvari. Njegova filozofija je imela izreden vpliv na srednjeveško sholastično filozofijo.

### Govorica
Z Avguštinom znova nastopi zgodovinska podoba logosa kot temelja eksistencialne biti, ki jo zmore brati človeški um. Sredstvo pri tem je govorica. Njegov uvid ne pomeni samo racionalnega zrenja, ampak intelektualno dejavnost, s katero odkrivamo temelje lastne biti. Razlikuje tri področja človeka: zunanje, notranje in najbolj notranje.

### Etika
Etika je pri njem usmerjena v življenje po smrti, kjer bo človeku poplačano za zmerno moralno življenje. Glavne vrline ostajajo enake kakor pri Platonu (pogum, zmernost, pravičnost, modrost). Doda pa jim še tri glavne krščanske vrline: vera, upanje, ljubezen. Na področju etike poda tudi pomembno vprašanje svobodne volje. Bog sicer ve, kdo bo odrešen, vsak pa se po svoji volji odloča, kako bo živel.

## Teologija

### Bog
Boga pojmuje kot osebo. Je transcendenca človekove osebe, ki jo doživljamo v osebnem odnosu do njega. Človek je podoben Bogu po svoji osebi, obenem pa Bog presega človeka in je temelj njegove osebe. Bog je višek človekove mišljenjske dejavnosti. Priznava, da so zakramenti Cerkve Kristusovi zakramenti. On jih je ustanovil, zato je tudi njihov glavni podeljevalec.

### Ekleziologija
Misel o občestvu svetih ima pri tem temeljno vlogo. Cerkev vidi kot ljudstvo na poti k nesmrtnosti. Cerkev je podoba Kristusovega skrivnostnega telesa. Sveti Duh je duša tega telesa.

## Dela
Do leta 390 je napisal: 
- Proti akademikom (to je skeptikom; Contra Academicos),
- Red (De ordine - vprašanje dobrega in zla v svetu in človekovem življenju),
- Samogovori (Soliloquia),
- Življenje v sreči (De beata vita),
- O svobodni izbiri (De libero arbitrio).

Vsa ta dela so napisana po spreobrnenju.
Najpomembnejše Avguštinovo delo: 
- De civitate Dei, (O Božjem mestu - Božja država, 412-426) je teologija in filozofija zgodovine.

- Izpovedi (Confessiones) so eno izmed velikih del svetovne literature. Delo predstavlja sintezo antične in krščanske kulture, antičnega in krščanskega človeka. V Izpovedih je poskusil zgnesti vse bogastvo in siromaštvo človekovega duha in srca. Vseh trinajst knjig je ena velika zahvalna molitev. Izpovedi so čisto svojevrstno literarno delo. Po snovni strani je delo avtobiografija, zadnje tri knjige pa razlagajo zgodbo stvarjenja in vključujejo razmišljanja kozmičnih razsežnosti. Med prvimi desetimi knjigami pa je treba ločiti prvih devet knjig, ki opisujejo Avguštinovo življenje do materine smrti, in deseto, ki poudarja pisateljevo duševno stanje.

### Prevodi v slovenščino
- Prvi tiskani slovenski prevod Avguština smo dobili leta 1849. V Zgodnji Danici ga je objavil Mihael Stojan.
- Pred tem časom obstajajo rokopisni prevodi predvsem njegovih govorov.[3]
- Sovretov prevod Izpovedi smo Slovenci dobili leta 1932. Ta prevod je priredil in posodobil Kajetan Gantar in je izšel pri Mohorjevi družbi v Celju 1978.
- Govori o Janezovem evangeliju (prevod Franc Ksaver Lukman), 1943 (COBISS) (COBISS)
- Knjiga o veri, upanju in ljubezni (prevod Franc Ksaver Lukman), 1959 (COBISS)
- Izpovedi (prevod Antona Sovreta pregledal Kajetan Gantar), 2003 (COBISS)
- Učitelj (v: Bog, učitelj, gospodar; prevod Nataša Homar), 1991 (COBISS)
- Zakonski stan in poželenje (prevod Nataša Homar), 1993 (COBISS)
- O svobodni izbiri (prevod Nataša Homar), 2003 (COBISS)
- Proti akademikom (prevod Primož Simoniti), 2006 (COBISS)
- O Trojici (prevod Miran Špelič), 2014

## Navedki
Gospod, ti nas spodbujaš, da te z veseljem hvalimo, ker si nas ustvaril zase, in nemirno je naše srce, dokler ne počiva v tebi.
Ljubezen do bližnjega vključuje tudi ljubezen do sebe.
Moja duša naj te hvali, da te bo ljubila, in izpoveduje naj ti tvoja usmiljenja, da te bo hvalila.

## Smrt in češčenje
Avguštin je umrl 28. avgusta 430 v Hiponu v Severni Afriki, Rimsko cesarstvo (Hippo Regius, danes Annaba, Alžirija). Mesto so takrat oblegali arijanski Vandali, ki so se začasno umaknili. Ko so se vrnili, so po "vandalsko" mesto uničili; le Avguštinova stolnica in knjižnica sta ostali nedotaknjeni.
Avguštin je umrl z mislijo, da je smrt prehod v večno življenje h Kristusu in izpolnitev najglobljih želja človeškega srca, kot je to izpovedal že v svojih Izpovedih in je omenjeno v navedku.
Avguštin je eden največjih svetnikov in cerkvenih učiteljev. Dobil je častni naslov Doctor gratiae (Doktor milosti). 